# 이와무라 아키노리
이와무라 아키노리(일본어: 岩村 明憲, 1979년 2월 9일 ~ )는 일본의 야구 선수이며 지도자이다. 현재 독립 리그 가맹 준비 팀인 후쿠시마 호프스의 소속 선수(내야수)겸 감독이다.

## 인물

### 프로 입단 전
에히메현 우와지마시 출신으로 고교 시절인 1995년에는 전일본 고교 선발의 4번을 맡았으며, 1996년 프로 야구 드래프트 회의에서 2순위로 지명을 받고 야쿠르트 스왈로스에 입단, 등번호는 48번으로 결정되었다.

### 야쿠르트 시절
1997년에는 2군에서만 활약하다가 이듬해인 1998년 1군에 처음으로 출장했다. 2000년에는 130경기에 출장하여 2할 7푼 8리의 타율과 시즌 최다인 3루타를 무려 9개를 기록한 공로로 데뷔 4년 만에 골든 글러브상을 수상했다.
이듬해 2001년에는 등번호가 1번으로 변경되면서 같은 해 팀의 센트럴 리그 우승에 기여했고, 일본 시리즈에서 오사카 긴테쓰 버펄로스를 누르고 우승 멤버로 활약한 공로로 일본 시리즈 우수 선수상을 수상했다. 다음해 2002년에는 시즌 전 경기인 140경기에 모두 출장, 타율도 3할(.320)을 넘었다. 시즌 종료 뒤 베스트 나인(3루수 부문)에 선정되었고, 2003년은 오른쪽 손목 부상으로 60경기 출전에만 그쳤다. 2004년에는 데뷔 이후 처음이자 개인 기록 최다인 44개의 홈런을 기록하여 40홈런을 넘어서는 등 1999년에 로베르토 페타지니가 기록한 홈런 개수에 동률을 이루게 되었다. 또 시즌 최다인 173개의 삼진을 기록하여 일본인 신기록이자 센트럴 리그 신기록이며 역대 5위의 기록이다.
2006년에는 오 사다하루 감독이 이끄는 월드 베이스볼 클래식 일본 대표팀에 출전하여 내야수로 활약했다. 2007년에는 10년간 몸담았던 야쿠르트와 결별하고 메이저 리그 진출을 공식 선언하여 탬파베이 레이스와 입단 교섭한 끝에 전격으로 입단했다.

### 메이저 리그 시절

#### 탬파베이 레이스

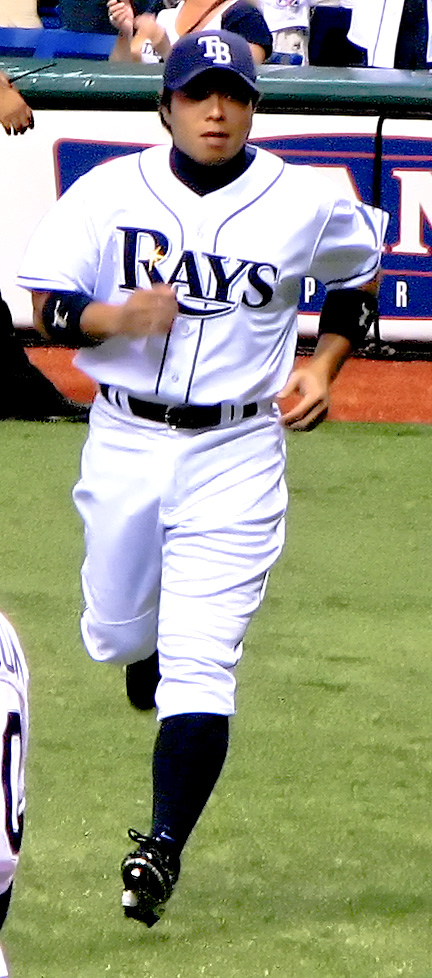
탬파베이 레이스 시절의 이와무라 아키노리

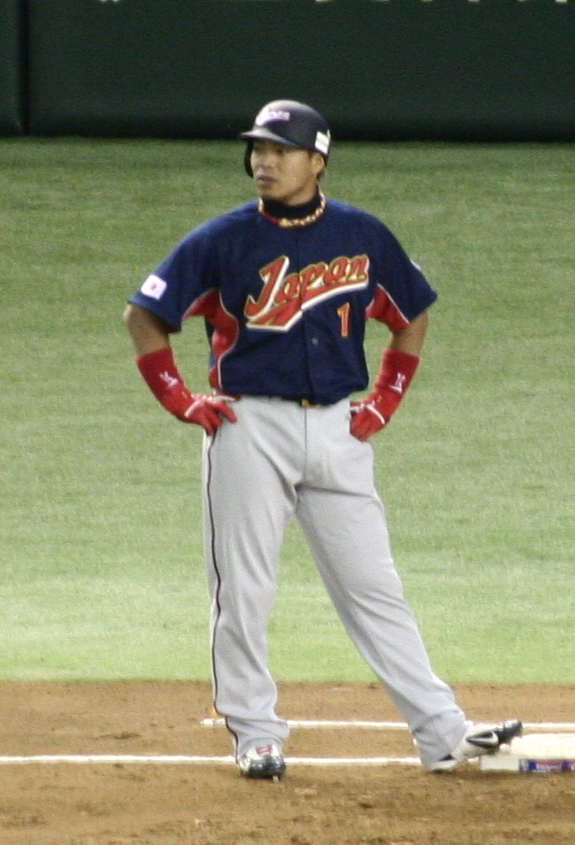
2006년 월드 베이스볼 클래식 일본 대표팀 시절의 이와무라

메이저 리그 진출 첫 해에 가장 높은 수비율(.975)을 기록하여 메이저 리그 3루수 가운데 1위를 기록했고, 일본에서 활약했을 때에는 장타력이 있었지만 메이저 리그의 투수에 대응하기 위해서 타격 폼을 개조하면서 출루를 중시하는 스타일로 바뀌었지만 장타력은 떨어졌다. 이듬해 2008년 시즌 72경기 연속무실책을 기록하여 안정된 수비를 보여주기도 하였을 뿐만 아니라 팀의 플레이오프 진출해 첫 출전을 완수했지만, 월드 시리즈에서는 필라델피아 필리스한테 패했다.
다음해인 2009년 월드 베이스볼 클래식의 일본 대표팀 선수로 발탁되어 2006년 대회에 이어 두 번째로 출전했다. 1라운드에서는 무안타에 끝나지만 2라운드의 첫 경기인 쿠바전에서 2안타를 기록, 준결승전인 미국전에서는 4회말에 3루타를 때렸다. 결승전의 대한민국전에서는 연장 10회초에 좌익수 앞에 안타를 기록하여 주자 1, 3루로 연결해 이치로의 2점 적시타로 홈을 불러 들였다. 일본 대표팀에서는 마지막 홈을 밟은 것은 이와무라였다(결승전의 홈을 밟은 것은 우치카와 세이이치). 이로써 대회 기간 중 9경기에 출전하면서 28타수 8안타 3타점 1도루 7득점, 타율 2할 8푼 6리로 팀의 2회 연속 우승에 기여했고, 7득점은 이치로와 함께 팀내 최고 성적이다.
2009년 5월 24일, 플로리다 말린스와의 경기에서 8회에 2루에서의 수비를 보고 있는 도중 1루 주자였던 크리스 코글란의 격렬한 슬라이딩을 받아 왼쪽 무릎에 부상을 당하면서 경기 도중에 퇴장당하면서 정밀검사 결과 왼쪽 무릎전방십자인대파열이라는 진단을 받았다. 이와무라는 당일 부상자 명단에 들어가 6월 22일에 수술을 받았다. 당초에는 2009년 시즌 도중의 복귀가 어려워질 것이라는 예상되어 수술할 당시에 부분 파열이 드러난 것이 판명되어 이후 순조롭게 회복하여 현지시간 8월 29일의 디트로이트 타이거스전에서 9번·2루수로 다시 복귀했다. 2타수 1안타 2볼넷 2득점을 기록해 팀의 승리를 이끌어 복귀 무대를 장식했다. 다음날의 경기에서는 그 해 시즌 1호인 홈런을 때려내면서 경기 직후에 가진 인터뷰에서 “이번 시즌은 홈런이 ‘0’일까라고 생각했습니다만 칠 수 있어서 좋았다”라고 말했다.

#### 피츠버그 파이어리츠
2009년 시즌 종료 후, 제시 차베스와의 맞트레이드로 피츠버그 파이리츠에 입단하여 다음해인 2010년 시즌에서는 3번 타자로 활약하게 된다. 피츠버그에 이적한 이후에는 타격 부진으로 침체를 겪어 같은 해 5월에는 40타석 연속 무안타를 기록했고, 타율은 2할 대로 떨어지는 등 6월 16일에 전력외 통고를 받는다. 고액의 연봉으로부터 이적처가 발견되지 않아 6월 22일에는 피츠버그 산하의 인디애나폴리스 인디언스로 격하되었다. 그 후에도 영입하려는 구단이 나오지 않으면서 9월 6일에 구단으로부터 방출 통보를 받아 자유 계약 선수가 되었다.

#### 오클랜드 애슬레틱스
2010년 9월 13일에는 케빈 쿠즈마노프의 부상으로 전력 보강을 서두르고 있던 오클랜드 애슬레틱스와 2010년 시즌 종료까지의 계약을 체결해 전격으로 이적했다. 그러나 경기에서 7번·3루수로 선발 출장해 10경기에서의 타율 1할 2푼 9리라는 저조한 성적을 기록하는 등 10월 4일에 방출되었다.

### 라쿠텐 시절
2010년 11월 14일, 도호쿠 라쿠텐 골든이글스가 이와무라를 영입했다는 내용의 공식 발표하면서 5년 만에 일본 야구계에 복귀했다. 11월 17일에는 센다이 시에 위치한 구단 본사에서 입단 기자 회견을 가졌고, 등번호는 야쿠르트와 탬파베이 레이스 시절과 같은 1번으로 배정받았다.

#### 2011년
이와무라와 같이 일본 야구계에 복귀한 마쓰이 가즈오와 함께 팀의 주축으로서 기대되었지만 시즌 개막 이후부터 타율 1할 6푼 9리, OPS는 4할 2푼 1리, 6차례의 실책을 기록하는 등 공격과 수비에 뚜렷한 활약을 보여주지 못했고 결국 5월 14일에 1군 등록이 말소되었다. 복귀까지는 1개월 반을 필요로 했지만 복귀 직후인 6월 29일의 후쿠오카 소프트뱅크 호크스전(K스타 미야기)에서 연장 10회말에 마하라 다카히로로부터 일본 야구계 복귀 후 처음으로 적시타가 되는 끝내기 역전 2루타를 때려냈다. 그러나 그 후에도 타격면에서는 나아질 기미가 보이지는 않았고 우치무라 겐스케가 2루수의 주전으로 고정된 것에 의해 지금까지 주전 2루수였던 다카스 요스케가 3루수를 차지하는 등 결국 주전에서 멀어져 수비 대주자로만 뛰었다. 9월 16일의 사이타마 세이부 라이온스전(세이부 돔)의 대타로 출전해 2루수 땅볼을 때려 병살되기 직전에 출루했고 홈으로 돌입할 시에 스미타니 긴지로와 충돌을 일으켜 부상당했다. 결국 시즌 타율은 1할 8푼 3리와 단 한 개의 홈런을 기록하지 못한 채 암울한 시즌을 보냈다.

#### 2012년
개막 이후부터는 2군에서 맞이했고 6월 8일에 1군에 등록되었다. 7월 7일의 세이부전(세이부 돔)에서는 2006년 10월 10일 이후 일본 야구계에서 6년(2097일) 만에 홈런을 때려내는 등의 맹활약을 보였지만 극심한 부진이 계속되자 8월 5일에 다시 2군에 내려갔다. 이후 1군에 복귀하는 일은 없었고 결국 10월 7일에 구단으로부터 방출 통보를 받았다.

## 상세 정보

### 출신 학교
- 에히메 현립 우와지마히가시 고등학교

### 선수 경력
NPB
- 야쿠르트 스왈로스·도쿄 야쿠르트 스왈로스(1997년 ~ 2006년, 2013년 ~ 2014년)
- 도호쿠 라쿠텐 골든이글스(2011년 ~ 2012년)

MLB
- 탬파베이 데블 레이스·탬파베이 레이스(2007년 ~ 2009년)
- 피츠버그 파이리츠(2010년)
- 오클랜드 애슬레틱스(2010년)

국가 대표 경력
- 월드 베이스볼 클래식 일본 국가대표팀(2006년, 2009년)

### 수상·타이틀 경력
- 베스트 나인: 2회(2002년, 2006년)
- 골든 글러브상: 6회(2000년 ~ 2002년, 2004년 ~ 2006년)
- 월간 MVP: 1회(2004년 8월)
- 일본 시리즈 우수 선수상: 1회(2001년)
- 우수 JCB·MEP상: 4회(2000년, 2002년, 2004년, 2006년)

### 개인 기록

#### 첫 기록
- 첫 출장·첫 선발 출장: 1998년 5월 19일, 대 요코하마 베이스타스 3차전(요코하마 스타디움), 7번·3루수로서 선발 출장
- 첫 안타: 1999년 4월 3일, 대 요코하마 베이스타스 2차전(요코하마 스타디움), 7회초에 사이토 다카시로부터 2루 내야 안타
- 첫 타점: 1999년 5월 15일, 대 히로시마 도요 카프 5차전(나가사키 빅N 스타디움), 4회말에 구로다 히로키로부터 우익선상 2점 적시 2루타
- 첫 홈런: 1999년 5월 22일, 대 주니치 드래건스 8차전(나고야 돔), 4회초에 다케다 가즈히로로부터 우월 동점 솔로 홈런

#### 기록 달성 경력
- 통산 100홈런: 2004년 6월 17일, 대 한신 타이거스 13차전(오사카 돔), 1회초에 야부 게이이치로부터 2점 홈런 ※역대 235번째
- 통산 150홈런: 2005년 8월 31일, 대 요미우리 자이언츠 16차전(오사카 돔), 5회초에 바트 미아디치로부터 솔로 홈런 ※역대 138번째
- 통산 1000안타: 2006년 7월 17일, 대 히로시마 도요 카프 10차전(메이지 진구 야구장), 7회말에 사타케 겐타로부터 우전 안타 ※역대 242번째
- 통산 1000경기 출장: 2011년 5월 10일, 대 홋카이도 닛폰햄 파이터스 4차전(일본 제지 클리넥스 스타디움 미야기), 7번·3루수로서 선발 출장 ※역대 441번째

#### 기타
- 올스타전 출장: 4회(2001년, 2004년 ~ 2006년)
- 시즌 173 삼진(2004년) ※센트럴 리그 최다 기록.

### 등번호
- 48(1997년 ~ 2000년, 2013년 ~ 2014년)
- 1(2001년 ~ 2009년, 2010년 시즌 도중 ~ 같은 해 시즌 종료, 2011년 ~ 2012년, 2015년 ~ )
- 3(2010년 ~ 같은 해 시즌 도중)
  - 8(2009년 월드 베이스볼 클래식)

### 연도별 타격 성적
| 연 도     | 소 속     | 경 기 | 타 석 | 타 수 | 득 점 | 안 타 | 2 루 타 | 3 루 타 | 홈 런 | 루 타 | 타 점 | 도 루 | 도 루 자 | 희 생 번 | 희 생 플 | 볼 넷 | 고 4 | 사 구 | 삼 진 | 병 살 타 | 타 율 | 출 루 율 | 장 타 율 | O P S |
| --------- | --------- | ----- | ----- | ----- | ----- | ----- | ------- | ------- | ----- | ----- | ----- | ----- | -------- | -------- | -------- | ----- | ---- | ----- | ----- | -------- | ----- | -------- | -------- | ----- |
| 1998년    | 야쿠르트  | 1     | 3     | 3     | 0     | 0     | 0       | 0       | 0     | 0     | 0     | 0     | 0        | 0        | 0        | 0     | 0    | 0     | 2     | 0        | .000  | .000     | .000     | .000  |
| 1999년    | 야쿠르트  | 83    | 273   | 252   | 28    | 74    | 11      | 4       | 11    | 126   | 35    | 7     | 1        | 0        | 2        | 18    | 2    | 1     | 46    | 2        | .294  | .342     | .500     | .842  |
| 2000년    | 야쿠르트  | 130   | 489   | 436   | 67    | 121   | 13      | 9       | 18    | 206   | 66    | 13    | 1        | 9        | 1        | 39    | 3    | 4     | 103   | 7        | .278  | .342     | .472     | .814  |
| 2001년    | 야쿠르트  | 136   | 564   | 520   | 79    | 149   | 24      | 4       | 18    | 235   | 81    | 15    | 6        | 5        | 4        | 32    | 5    | 3     | 111   | 6        | .287  | .329     | .452     | .781  |
| 2002년    | 야쿠르트  | 140   | 577   | 510   | 67    | 163   | 35      | 2       | 23    | 271   | 71    | 5     | 4        | 2        | 4        | 58    | 6    | 3     | 114   | 10       | .320  | .390     | .531     | .921  |
| 2003년    | 야쿠르트  | 60    | 258   | 232   | 43    | 61    | 6       | 2       | 12    | 107   | 35    | 5     | 1        | 2        | 1        | 22    | 3    | 1     | 55    | 3        | .263  | .328     | .461     | .789  |
| 2004년    | 야쿠르트  | 138   | 611   | 533   | 99    | 160   | 19      | 0       | 44    | 311   | 103   | 8     | 3        | 0        | 4        | 70    | 3    | 4     | 173   | 5        | .300  | .383     | .583     | .966  |
| 2005년    | 야쿠르트  | 144   | 618   | 548   | 83    | 175   | 31      | 4       | 30    | 304   | 102   | 6     | 3        | 0        | 5        | 63    | 2    | 2     | 146   | 2        | .319  | .388     | .555     | .943  |
| 2006년    | 야쿠르트  | 145   | 621   | 546   | 84    | 170   | 27      | 2       | 32    | 297   | 77    | 8     | 1        | 1        | 3        | 70    | 5    | 1     | 128   | 5        | .311  | .389     | .544     | .933  |
| 2007년    | TB        | 123   | 559   | 491   | 82    | 140   | 21      | 10      | 7     | 202   | 34    | 12    | 8        | 4        | 5        | 58    | 0    | 1     | 114   | 2        | .285  | .359     | .411     | .770  |
| 2008년    | TB        | 152   | 707   | 627   | 91    | 172   | 30      | 9       | 6     | 238   | 48    | 8     | 6        | 3        | 3        | 70    | 3    | 4     | 131   | 2        | .274  | .349     | .380     | .729  |
| 2009년    | TB        | 69    | 260   | 231   | 28    | 67    | 16      | 2       | 1     | 90    | 22    | 9     | 1        | 1        | 3        | 24    | 0    | 1     | 44    | 1        | .290  | .355     | .390     | .745  |
| 2010년    | PIT       | 54    | 189   | 165   | 18    | 30    | 6       | 1       | 2     | 44    | 9     | 3     | 1        | 1        | 1        | 26    | 0    | 0     | 31    | 3        | .182  | .292     | .267     | .559  |
| 2010년    | OAK       | 10    | 36    | 31    | 3     | 4     | 1       | 0       | 0     | 5     | 4     | 0     | 0        | 0        | 0        | 5     | 0    | 0     | 10    | 0        | .129  | .250     | .161     | .411  |
| '10 소계  | OAK       | 64    | 225   | 196   | 21    | 34    | 7       | 1       | 2     | 49    | 13    | 3     | 1        | 1        | 1        | 31    | 0    | 0     | 31    | 3        | .173  | .285     | .250     | .535  |
| 2011년    | 라쿠텐    | 77    | 197   | 175   | 9     | 32    | 6       | 0       | 0     | 38    | 9     | 0     | 0        | 3        | 1        | 17    | 0    | 1     | 41    | 6        | .183  | .258     | .217     | .475  |
| 2012년    | 라쿠텐    | 26    | 79    | 67    | 9     | 14    | 6       | 0       | 1     | 23    | 5     | 0     | 0        | 0        | 1        | 11    | 0    | 0     | 10    | 0        | .209  | .316     | .343     | .664  |
| 2013년    | 야쿠르트  | 75    | 159   | 142   | 11    | 35    | 4       | 0       | 3     | 48    | 17    | 0     | 0        | 0        | 2        | 15    | 0    | 0     | 48    | 0        | .246  | .314     | .338     | .652  |
| 2014년    | 야쿠르트  | 39    | 79    | 74    | 7     | 18    | 6       | 0       | 1     | 27    | 14    | 0     | 0        | 0        | 0        | 4     | 0    | 1     | 21    | 1        | .243  | .291     | .365     | .656  |
| NPB: 13년 | NPB: 13년 | 1194  | 4528  | 4038  | 586   | 1172  | 188     | 27      | 193   | 1993  | 615   | 67    | 20       | 22       | 28       | 419   | 29   | 21    | 998   | 47       | .290  | .358     | .494     | .851  |
| MLB: 4년  | MLB: 4년  | 408   | 1751  | 1545  | 222   | 413   | 74      | 22      | 16    | 579   | 117   | 32    | 16       | 9        | 12       | 183   | 3    | 6     | 320   | 8        | .267  | .345     | .375     | .720  |

- 2014년 기준, 굵은 글씨는 시즌 최고 성적.
- 1997년은 1군 출장 없음.